# 杜本文
杜本文（英語：To Boon-man，1948年12月4日—），前香港東區區議會阿公岩選區區議員。由1982年香港歷史上第一次區議會選舉開始，一直擔任區議員至2015年，總共連任九屆區議員，擔任長達三十三年。
此外，他在1995年當選為市政局議員，直到1999年12月31日市政局解散為止。